# Deutsches Institut für Vertrauen und Sicherheit im Internet
Das Deutsche Institut für Vertrauen und Sicherheit im Internet (DIVSI) war eine gemeinnützige GmbH, die von der Deutschen Post AG initiiert und am 2. März 2011 gegründet wurde. Die Einrichtung hatte das Ziel, Sicherheit und Vertrauen bei der Nutzung des Internets herzustellen. Zum Jahresablauf 2018 wurde das DIVSI aufgelöst. Die Website des DIVSI bleibt weiterhin als „Archiv-Website“ erreichbar, die von der Bucerius Law School verwaltet wird.

## Ziel und Zweck
Der Briefvorstand der Deutschen Post AG Jürgen Gerdes erläuterte 2011 die Absicht bei der Gründung des Instituts so:

„Die Sicherheit von Daten, Transaktionen und vertraulicher Kommunikation ist eine zentrale Herausforderung für Staat, Wirtschaft, Gesellschaft und jedes Einzelnen. Post und Postgeheimnis sind schon immer Synonyme für sichere und vertrauliche Kommunikation gewesen. Deshalb ist es uns ein besonderes Anliegen, die Sicherheit des Briefgeheimnisses auch in der digitalen Welt zu verankern.“

## Leitung, Schirmherren
Als Direktor wurde Matthias Kammer bestellt. Als Beirat sind Claudia Eckert, Thomas Götzfried, Harald Lemke und Bernhard Rohleder (Bitkom) tätig. Gründungsschirmherr war Bundespräsident Joachim Gauck. Ihm folgte im November 2012 Bundespräsident a. D. Roman Herzog († 10. Januar 2017). Am 12. Oktober 2017 übernahm Bundespräsident a. D. Joachim Gauck erneut die Schirmherrschaft für das Institut.

## Veröffentlichungen (Auswahl)
- DIVSI Studie zu „Vertrauen in Kommunikation im digitalen Zeitalter“, eine Untersuchung des iRights. Lab im Auftrag des DIVSI, Hamburg, 2017[7]
- Demokratie im digitalen Zeitalter – Das Grundgesetz im digitalen Zeitalter, von Utz Schliesky, Sönke E. Schulz, Friedrich Gottberg, Florian Kuhlmann, mit einem Geleitwort von Roman Herzog; erschienen in der Reihe DIVSI-Perspektiven im Nomos Verlag, 2016[8]
- DIVSI Ü60-Studie: Die digitalen Lebenswelten der über 60-Jährigen in Deutschland, Hamburg, 2016[9]
- Radikalisierung Jugendlicher über das Internet? Ein Literaturüberblick von Gertraud Koch, Institut für Volkskunde und Kulturanthropologie der Universität Hamburg, Hamburg, 2016[10]
- Digitalisierte urbane Mobilität: Datengelenkter Verkehr zwischen Erwartung und Realität, von Dr. Dieter Klumpp, Hamburg, 2016[11]
- DIVSI Diskussionsbeitrag: Vertrauen in der wirtschaftswissenschaftlichen Forschung von Manuel Schubert und Anja Ullrich, Hamburg, 2016[12]
- DIVSI Internet-Milieus 2016: Die digitalisierte Gesellschaft in Bewegung, Hamburg, 2016[13]
- Neue Macht- und Verantwortungsstrukturen in der digitalen Welt, von Michael Fehling und Utz Schliesky; erschienen in der Reihe DIVSI-Perspektiven im Nomos Verlag, 2015[14]
- DIVSI Studie „Daten als Handelsware“, von Johanna Jöns, Lorenz-von-Stein-Institut für Verwaltungswissenschaften, Hamburg, 2016[15]
- Digitaler Kodex – “Big Data”, eine Untersuchung des iRights.Lab im Auftrag des DIVSI, Hamburg, 2016[16]
- Digitaler Kodex – “Recht auf Vergessenwerden”, eine Untersuchung des iRights.Lab im Auftrag des DIVSI, Hamburg, 2015[17]
- DIVSI-Umfrage: So gehen Internet-Nutzer in Deutschland mit AGB und Datenschutzbedingungen um, durchgeführt von Fittkau & Maaß Consulting, Hamburg, 2015[18]
- Die digitale Dimension der Grundrechte – Das Grundgesetz im digitalen Zeitalter, Christian Hoffmann, Anika D. Luch, Annika D. Luch, Sönke E. Schulz, Kim Corinna Borchers; erschienen in der Reihe DIVSI-Perspektiven im Nomos Verlag, 2015[19]
- DIVSI-Umfrage: Einkaufen in der digitalen Welt, durchgeführt von Fittkau & Maaß Consulting, Hamburg, 2015[20]
- DIVSI Studie: Beteiligung im Internet – Wer beteiligt sich wie?, von Christian P. Hoffmann,  St.Gallen, Hamburg, 2015[21]
- DIVSI U9-Studie: Kinder in der digitalen Welt, 2015[22]
- DIVSI Studie – Daten – Ware und Währung, 2014[23]
- DIVSI Diskussionsbeitrag: Vertrauensmessung in der digitalen Welt – Überblick und Aussicht, von Dr. Manuel Schubert, 2014[24]
- DIVSI Studie – Wissenswertes über den Umgang mit Smartphones, 2014[25]
- DIVSI U25-Studie: Kinder, Jugendliche und junge Erwachsene in der digitalen Welt, 2014[26]
- Braucht Deutschland einen Digitalen Kodex? Verantwortung, Plattformen und soziale Normen im Internet. Eine Untersuchung des iRights.Lab im Auftrag des DIVSI, Hamburg, 2014[27]
- DIVSI-Studie zu Bereichen und Formen der Beteiligung im Internet: Ein Überblick über den Stand der Forschung von Miriam Meckel, – St.Gallen, Hamburg, 2014[28]
- Schutzpflichten und Drittwirkung im Internet – Das Grundgesetz im digitalen Zeitalter, von Utz Schliesky, Sönke E. Schulz, mit einem Geleitwort von Roman Herzog; erschienen in der Reihe DIVSI-Perspektiven im Nomos Verlag, 2014[29]
- DIVSI Studie zu Freiheit versus Regulierung im Internet – Hamburg, 2013
- Göttrik Wewer, Digitale Agenda 2013–2017 Netzpolitik im neuen Deutschen Bundestag Hamburg, 2013
- Thesen zur Netzpolitik – Ein Überblick von Timm Janda, Dominic Völz, Hamburg, 2013
- Vertrauen und Risiko in einer digitalen Welt – Diskussionspapier von Christina Heckersbruch, Ayten Öksüz, Nicolai Walter, Jörg Becker, Guido Hertel – Hamburg, 2013
- Diskurs zur Netzneutralität – Bericht von Miriam Meckel, Christian Fieseler, Jan Gerlach – St.Gallen, Berlin, 2013
- DIVSI Entscheider-Studie zu Vertrauen und Sicherheit im Internet – Hamburg, 2013
- DIVSI Meinungsführer-Studie „Wer gestaltet das Internet?“ – Hamburg, 2012
- SINUS Markt- und Sozialforschung: DIVSI Milieu-Studie zu Vertrauen und Sicherheit im Internet – Hamburg, 2012, 164 S., ISBN 978-3-943716-00-9